# 大盘乡
大盘乡是中国陕西省汉中市城固县下辖的一个乡。

## 行政区划
大盘乡下辖以下行政区：
大盘村、中坝村、勤俭村、两河村、五里坝村、小盘村、兴隆村、韩裕村、元山寺村、堵山村